# نحليات (فصيلة عليا)
النحليات أو فوق عائلة النحل (الاسم العلمي Apoidea)، فصيلة عليا من الدبابير وتنتمي إلى رتبة غشائيات الأجنحة. تضم فصائل من النحل والزنابير.